# Каланђанус
Каланђанус (итал. Calangianus) је насеље у Италији у округу Сасари, региону Сардинија.
Према процени из 2011. у насељу је живело 4086 становника. Насеље се налази на надморској висини од 499 м.

## Становништво
| 1951. | 1961. | 1971. | 1981. | 1991. | 2001. | 2011. |
| ----- | ----- | ----- | ----- | ----- | ----- | ----- |
| 4.293 | 4.472 | 4.315 | 4.505 | 4.679 | 4.642 | 4.332 |